# Rinkaby skjutfält

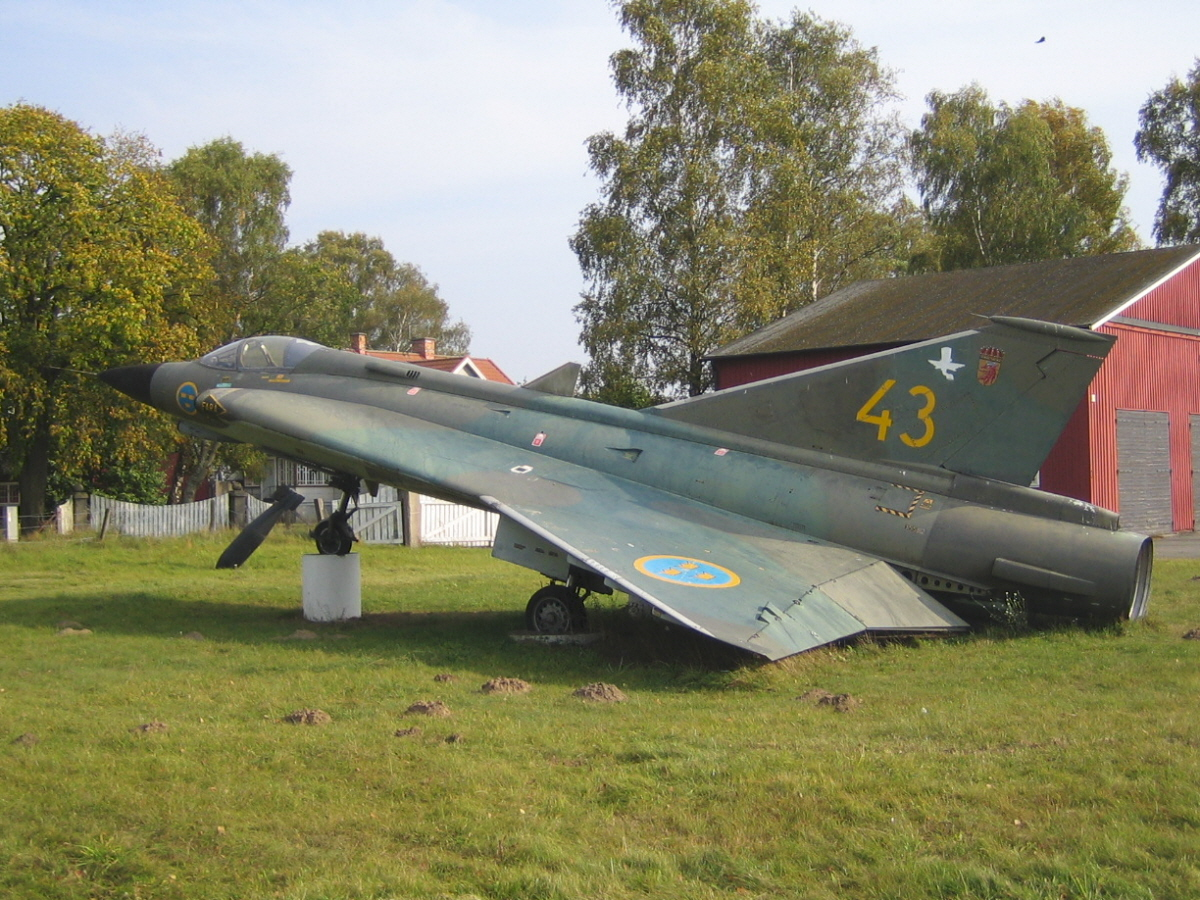
Drakenplan uppställt vid Rinkabyfältet

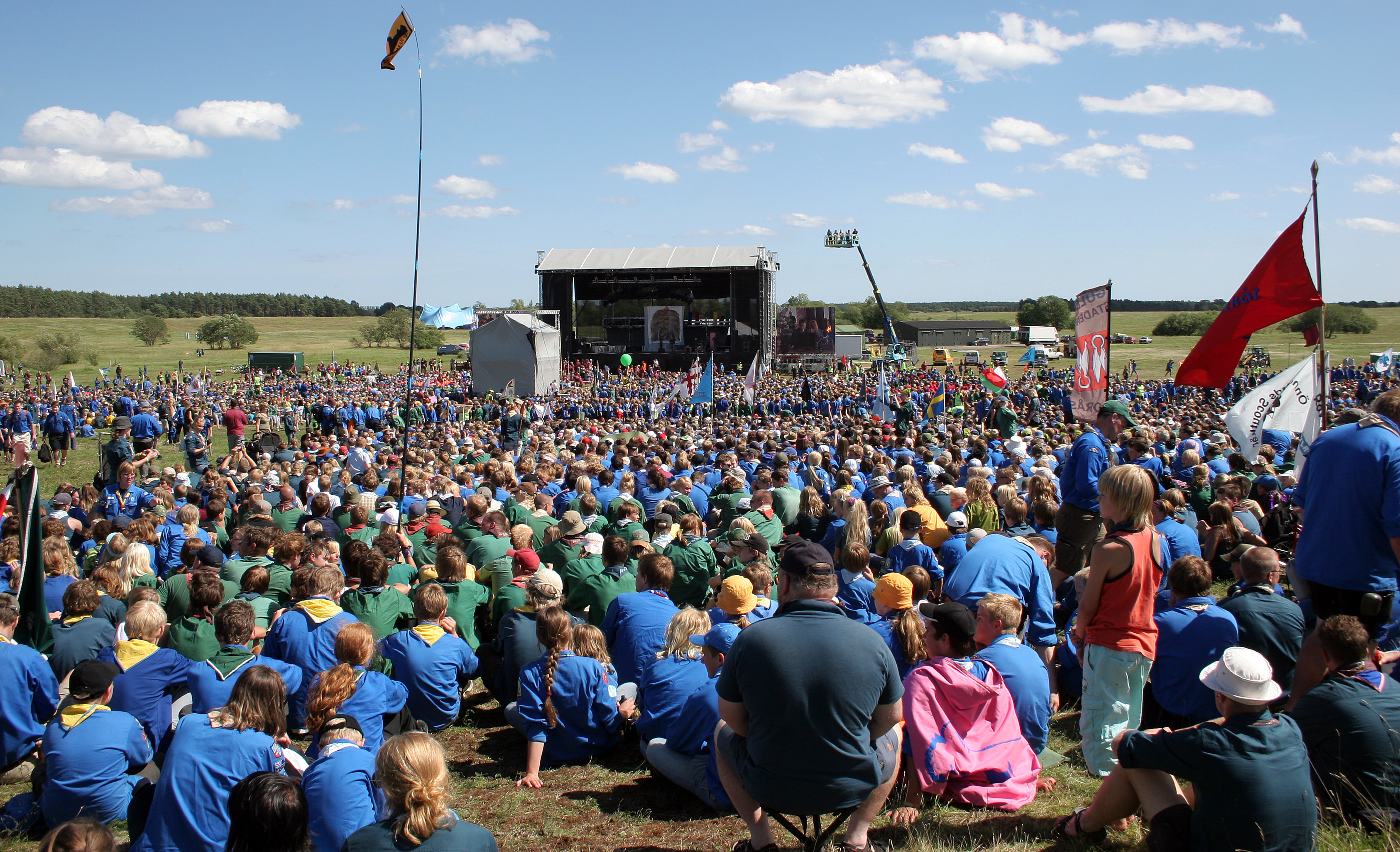
Invigningen av Jiingijamborii

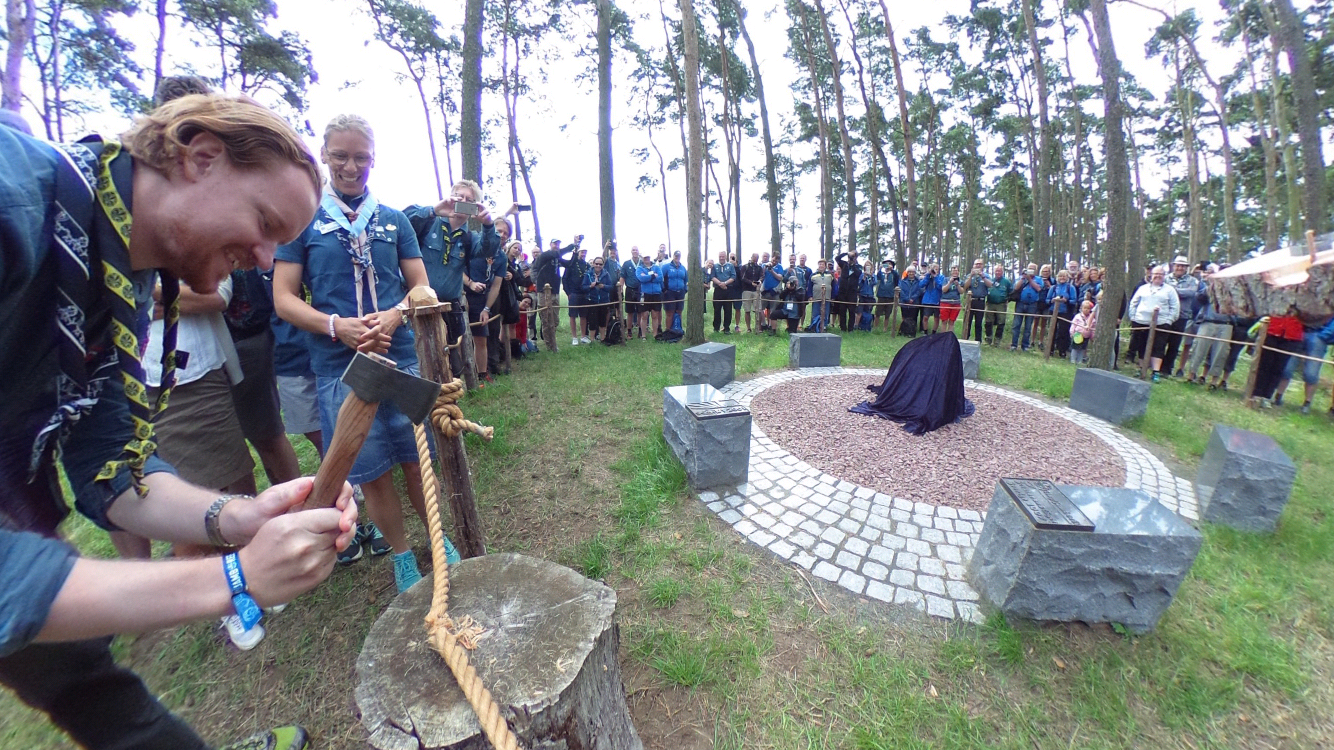
Scouternas ordförande Gustaf Haag hugger invigningsrepet för minnesmonumentet på Rinkabyfältet i samband med Jamboree17

Rinkaby övnings- och skjutfält är ett militärt övnings- och skjutfält som är beläget cirka 10 km sydost om Kristianstad vid Hanöbukten i Kristianstads kommun.

## Historik
Platsen har gamla anor som militär övningsplats från slutet av 1800-talet och nyttjades från början av artilleriförband som skjutområde. På 1970-talet anlades ett pansarövningsfält för Norra skånska regementet på Rinkaby, som vid denna tid hade ett stort behov av ett nytt, mer ändamålsenligt, övningsfält. Tidigare nyttjades ett område i anslutning till kasernetablissementet i norra Kristianstad som övningsfält. Dock var marken här mycket sank och vattensjuk, vilket medförde att området ej lämpade sig särskilt väl till övningar med stridsfordon. Inom skjutfältets område ligger en av Flygvapnets gamla baser, Rinkaby flygbas. IATA: RKB, ICAO: ESMD. Denna plats är historisk i militärflygets era. Man började redan under 1920-talet flyga på denna "bas" i regi av något som kallades spanareskolan. När flygvapnets bildades 1926 blev det en bas, som under de första krigsåren (1939-40) uppgraderades med hårdgjorda banor (triangelform). Ett antal hangarer och TL-byggnad uppfördes. Under denna tid inköptes också en gård samt mindre boningshus. Under 2:a världskriget fungerade basen som krigsbas. Under denna tid skedde flera utländska nödlandningar med både tyska och allierade flygplan. 

## Verksamhet
Pansarövningsfältet användes regelbundet av Norra skånska regementet fram till förbandet lades ner 1994. Även Wendes artilleriregemente övade regelbundet där fram till nedläggningen 2000. Under en tid på 2000-talet kom pansarövningsfältet används betydligt mer sällan och detta har skett framför allt i samband med de stora arméslutövningar som hållits i Skåne. Basen har varit krigsbas för både Skånska flygflottiljen och Krigsflygskolan. Sista tiden som basen var aktiv som flygfält användes den i huvudsak för Krigsflygskolans propellerplansutbildning. I början av 1980-talet lämnades platsen över till P 6 som övningsfält. Omkring 1986 fanns det behov för FV att åter använda denna plats för utbildning i banreparation. Idag tillhör basen Luftstridsskolan i Halmstad och lyder under Flygbasavdelningen. Fortfarande övas banreparation, men även annan R3 tjänst. Trots att basen inte längre används för aktiv flygverksamhet är det fortfarande en militär övningsplats. Övningsbas Rinkaby är en av få platser i Sverige där förstöring och reparation av banor kan övas.

### Rinkaby läger
Till skjutfältet hör ett läger med matsal, befäls- och soldatförläggningar samt garage. På fältet finns även ett minnesmonument över de scoutläger som arrangerats på Rinkabyfältet. Monumentet invigdes den 6 augusti 2017. Även ett minnesmärke i form av en J 35 Draken finns i lägret.

## Geografi
Rinkaby skjutfält ligger direkt öster och sydost om Rinkaby samhälle. Rinkaby pansarövningsfält sträcker sig i nord-sydlig riktning öster om Rinkaby samhälle och är sammanknutet med skjutfältet. Rinkaby skjutfält består av ett skjutfält närmast havet med riskområde ut i havet samt ett övningsfält i anslutning till skjutfältet. Inom området finns också Gälltofta flygplats som var en av Flygvapnets flygbaser.

## Händelser
Övnings- och skjutfälten i Skåne (Revingehed, Kabusa, Rinkaby och Ravlunda) brukar regelbundet användas för att slutöva arméstridskrafterna. Så skedde exempelvis flera gången under 2000-talet.
- 1970: Världens största orienteringstävling 5-dagars, nu kallad O-Ringen, arrangeras med Rinkaby som centralort. Tävlingen har drygt 6000 deltagare.
- 1974: Orienteringstävlingen 5-dagars (O-Ringen) återvänder till Rinkaby. Det blir andra året som tävlingen samlar över 10 000 deltagare.
- 2001: På Rinkaby skjutfält anordnades år 2001 Sveriges största scoutläger dittills, Scout 2001 med 27 000 scouter från hela världen.
- 2004: Arméns regionala slutövning äger bland annat rum på Rinkabyfältet.
- 2007: Ordnades ett liknande scoutläger, Jiingijamborii. Arméns slutövning CC07 ägde rum i Skåne, bland annat på Rinkabyfältet.
- 2010: Anordnades armens slutövning JC10 på bland annat Rinkaby skjutfält.
- 2011: Sverige stod som värd för 22:a världsjamboreen. Världsjamboree är den största lägerformen i scoutvärlden, som ordnas vart fjärde år. 40 061 scouter kom till Sverige och Rinkabyfältet var lägerplats.
- 2017: Scouterna arrangerar i augusti en nationell jamboree, kallad Jamboree17[3]